# 滇西绿绒蒿
滇西绿绒蒿（学名：Meconopsis impedita）为罂粟科绿绒蒿属下的一个种。

## 扩展阅读
- 維基物種上的相關：滇西绿绒蒿